# Андреас Радос
Андреас Радос (на румънски: Andreas Rados; на гръцки: Ανδρέας Ράδος) е румънски есеист и преводач от гръцки език.

## Биография
Радос е роден в 1938 година в костурското село Нестрам, Гърция. Емигрира в Румъния като дете с родителите си поради Гражданската война в Гърция. Завършва Филологическия факултет на Яшкия университ в 1960 година. Преподава в Педагогическия иснститут в Галац от 1962 година. По-късно се мести в Яшкия унивеститет и преподава в катедрата по славянски езици във Филологическия факултет. В 1973 година основава семинара по новогръцки език, който ръководи до пенсионирането си.
Дебютира като писател в „Яшул Литерар“ в 1959 година. Пише в „Секулул 20“, „Кроника“, „Оризонт“, „Атенеу“ и други румънски издания, както и в периодични издания в Гърция и Кипър, като „Неа Синора“, „Томес“ и други. В 1984 година получава наградата за културен принос на Съюза на писателите на Гърция. В 2003 година е носител на наградата на списание „Кроника“.
Умира в 2019 година.